# Романов, Игорь Константинович
И́горь Константи́нович Рома́нов (29 мая (10 июня) 1894, Стрельна — 18 июля 1918, около Алапаевска) — князь императорской крови, сын великого князя Константина Константиновича и великой княгини Елизаветы Маврикиевны, правнук императора Николая I, герой Первой мировой войны.

## Биография
12 июля 1914 года окончил Пажеский корпус, произведён в корнеты с назначением в лейб-гвардии Гусарский полк. В начале Первой мировой войны ушёл с полком на фронт. В конце августа 1914 г. вместе с 4-м эскадроном полка вышел из окружения в Восточной Пруссии.
22 октября 1914 года награждён орденом Святого Владимира 4-й степени с мечами и бантом и Георгиевским оружием. В октябре 1915 года был отправлен для лечения воспаления лёгких в Петроград. В связи с невозможностью по болезни продолжать службу на фронте, отчислен из строя. 27 февраля 1916 года пожалован званием флигель-адъютанта. 1 мая 1916 года произведён в поручики, со старшинством с 19 июля 1915 года. 10 августа 1916 года произведён в штабс-ротмистры, со старшинством с 19 июля 1916 года. 6 декабря 1916 года зачислен в списки лейб-гвардии 4-го стрелкового Императорской фамилии полка. 17 мая 1917 года лейб-гвардии Гусарского полка штабс-ротмистр князь Игорь Константинович уволен от службы по прошению, с мундиром.
После революции по декрету большевиков был арестован и выслан из Петрограда сначала в Вятку, а потом на Урал. Недолго содержался в Екатеринбурге, где один из доброжелателей предложил князю свой паспорт, чтобы тот смог бежать. «Игорь Константинович говорил, что он не сделал ничего худого перед Родиной и не считает возможным поэтому прибегать к подобным мерам».
Содержался в Алапаевске. В ночь на 18 июля 1918 года был зверски убит вместе с рядом других членов рода Романовых, включая своих братьев Иоанна и Константина — сброшены в старую шахту, которую забросали гранатами (см. Мученики Алапаевской шахты).
В 1919 году останки князя были захоронены в Алапаевском соборе. Потом останки князя белогвардейцами были перевезены в Пекин в склеп при храме Святого Серафима Саровского (после 1945 года на месте захоронения был построен гараж).
Князь Игорь Константинович не был женат и не оставил потомства.
Канонизирован Русской православной церковью заграницей в сонме Новомучеников Российских 1 ноября 1981 года.
8 июня 2009 года Генеральная прокуратура России посмертно реабилитировала Игоря Константиновича.

## Награды
- Орден Святого Андрея Первозванного (12.07.1914),
- Орден Святого Александра Невского (12.07.1914),
- Орден Святого Владимира 4-й степени с мечами и бантом (ВП 22.10.1914),
- Георгиевское оружие с надписью "За храбрость" (ВП 22.10.1914).